# École nationale supérieure d'architecture de Lyon

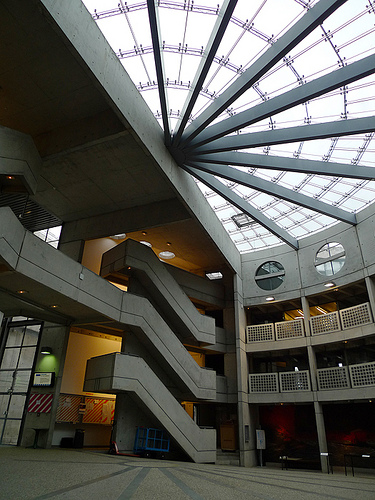
Atrium de l'ENSA.

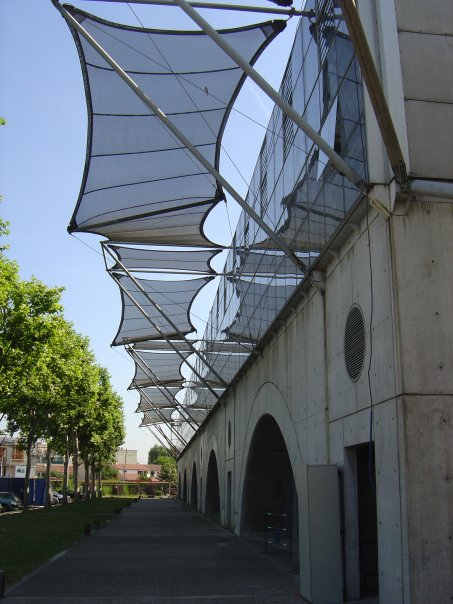
L'école, côté rue.

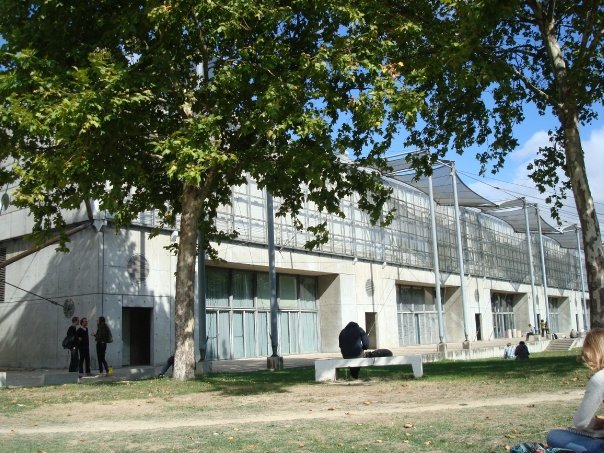
Côté amphithéâtre de verdure.

Pour les articles homonymes, voir EAL et ENSA.
L'École nationale supérieure d'architecture de Lyon - ENSA Lyon, anciennement École d'architecture de Lyon - EAL, est située à Vaulx-en-Velin, sur le même campus que l'ENTPE.
Elle a été conçue par Françoise-Hélène Jourda et Gilles Perraudin en 1987, pour laquelle ils ont reçu la mention spéciale du prix de l'Équerre d'argent (la même année).
L'ouvrage décrit comme une combinaison impressionnante de monumentalité et de synthèse, démontre une ingéniosité technique remarquable, se situant entre le rationalisme constructif et une architecture high-tech, comme l'a analysé Jacques Lucan. Cette réalisation architecturale majeure, acclamée par la critique contemporaine ainsi que par les professionnels et les visiteurs, offre un environnement stimulant pour les futurs architectes en formation, constituant toujours aujourd'hui une leçon précieuse en théorie et en pratique architecturale

## Historique
La première école d'architecture lyonnaise apparait en 1906 à la suite du décret ministériel du 23 janvier 1903 qui autorisait les municipalités à créer des écoles régionales d'architecture (ERA) en remplacement des sections spécialisées des écoles des Beaux-Arts. Lyon est la cinquième école créée en France après Rouen, Lille, Marseille et Rennes. 
Avant cette création, le seul organisme regroupant les architectes est la société académique d'architecture. Elle s'ouvre sous la direction de Sicard, qui nomme une douzaine d'enseignements pour une vingtaine de disciplines. 
L'école connaît un certain succès durant ses premières années d'existence, avant la Première Guerre mondiale, avec le cours de construction dispensé par Tony Garnier dès 1907 ainsi que l'atelier à destination des aspirants de la classe préparatoire au concours d'admission. L'atelier, d'enseignement pratique visant à travailler sur des projets architecturaux concrets, est créé à l'instigation de Tony Garnier et placé sous la responsabilité d'Eugène Huguet qui assure également les cours de décoration, de composition et de théorie d'architecture. Elle voit ses effectifs se réduire durant le conflit et, en 1917, Edouard Herriot décide de sa fermeture. En 1919, Garnier reprend la direction de l'atelier rendue vacante par le décès, en 1914, de Huguet. Durant les années 1920, un autre atelier est ouvert par Antoine Sainte-Marie-Perrin auquel succède, de 1926 à 1931  Michel Roux-Spitz. À partir de 1932, le relais de Garnier est pris progressivement par son ancien assistant, Bourdeix. 
En 1945, Louis Piessat et Bourdeix reprennent la pratique de l'atelier, qui est alors intitulé "Atelier Tony Garnier", peut-être pour défendre la mémoire de leur maître, progressivement marginalisé dans l'architecture de l'entre-deux-guerres.

## Enseignements

### Licence
Le premier cycle des études d’architecture conduit au diplôme d’études en architecture. 
1. d’une culture architecturale,
2. de la compréhension et de la pratique du projet architectural par la connaissance et l'expérimentation des concepts, méthodes et savoirs fondamentaux qui s'y rapportent.
3. des processus de conception dans leurs rapports à divers contextes et échelles et en référence à des usages, des techniques et des temporalités, dans un cadre pédagogique explicite.

Il lui permet également, grâce à l’évaluation de ses aptitudes, de s’orienter vers d’autres formations d’enseignement supérieur, dans le respect des conditions particulières d’accès à ces formations.
Le premier cycle est ouvert en formation initiale et en formation professionnelle continue.

### Master
Le deuxième cycle des études d’architecture conduit au diplôme d’État d’architecte. Il confère le grade de master. 

– de maîtriser :
– une pensée critique relative aux problématiques propres à l’architecture,
– la conception d’un projet architectural de manière autonome par l’approfondissement de ses concepts, méthodes et savoirs fondamentaux.
– la compréhension critique des processus d’édification dans leurs rapports à divers contextes et échelles et en référence aux différents usages, techniques et temporalités ;
– de se préparer :
– aux différents modes d’exercice et domaines professionnels de l’architecture.
– à la recherche en architecture.
Il peut conduire aussi vers d’autres formations d’enseignement supérieur, comme des masters dans le respect des conditions particulières d’accès à ces formations. 
Le deuxième cycle est accessible est ouvert en formation initiale et en formation professionnelle continue.

### Double cursus ingénieur/architecte
L'ENSAL, en association avec trois grandes écoles d'ingénieur de Lyon Métropole, propose une formation architecte-ingénieur ou ingénieur-architecte. Ce double diplôme forme des professionnels capables de répondre à la fois aux problématiques techniques et esthétiques. Cette formation, d'une durée de 7 ans, est construite en partenariat avec École centrale de Lyon, l'INSA Lyon ou l'ENTPE. 

### Doctorat
L'ENSAL, en collaboration avec l'Université Lumière Lyon 2, co-délivre le doctorat en architecture de l'Université de Lyon. Ce diplôme de troisième cycle se prépare au sein de l'École doctorale n°483 Sciences Sociales - ED483. Les doctorants sont hébergés et encadrés par un enseignant-chercheur habilité à diriger des recherches, au sein de l'une des deux unités de recherche de l'école.

## Recherche et théorie
- URM MAP-Aria : composante de l'unité de recherche multisite MAP, ARIA (Applications et recherches en informatique pour l'architecture) est présent depuis 1988 au sein de l'école. Cette équipe travaille principalement dans l'étude et le développement de dispositifs et méthodes pour l’acquisition, la détection, l’analyse de l’environnement naturel et bâti ; d'outils conceptuels et logiciels pour la description, l’étude et la valorisation du patrimoine architectural ; de processus génératifs pour l’aide à la décision en architecture et en urbanisme ; d'outils et méthodes pour le processus de conception-fabrication de l’édifice. Voir le site du laboratoire MAP-Aria[7] et le site de l'URM MAP[8].
- UMR EVS-LAURe : composante de l'UMR EVS, le LAURe (Lyon architecture, urbanisme, recherche) est issu de la transformation du LAF (laboratoire d'analyse des formes) créé en 1986, ses travaux sont orientés sur les études morphologiques, sociologiques et sur la théorie des formes architecturales.

## Enseignants actuels et passés
- Olivier Balaÿ (2007)
- Marc Baraness
- Karim Bettiche
- Dominique Blaise
- Pierre Bourdeix
- Francis Bozzi
- Joan Casanelles
- Patrice Ceccarini
- Benjamin Chavardés
- Benoît Crépet
- Marc Dauber
- Gilles Debost
- Jérôme Demiaux
- Patrick Depecker (1974-2001)
- Gilles Desévedavy
- Pierre Dosda
- Michel Dubouloz
- Philippe Dufieux
- Bernard Duprat
- Laurence Feveile
- François Fleury
- Alain Fraggi
- Tony Garnier (professeur de construction de 1906 à 1940)
- Véronique Giorgiutti
- Hélène Hatzfeld (jusqu'en 2007)
- William Hayet
- Gérard Karsenty (1973-1994)
- Luc Lefebvre
- Claude Hourcade
- Eugène Huguet
- Kévin Jacquot
- Françoise-Hélène Jourda
- Aléna Kubova-Gauché
- Hervé Lequay
- Michel Levi
- Philippe Madec (depuis 2001)
- Marie-Claire Mitout
- Guy Miramand
- Serge Monnot
- Suzanne Monnot
- Bruno Morel
- Rémy Mouterde
- François Ortis
- Philippe Passerat de La Chapelle
- Michel Paulin
- Maurice Pavero
- Guerric Pere
- Jacques Perrin-Fayolle (chef d'atelier de 1965 à 1968)
- Walter Piccoli
- Louis Piessat
- Denis Plais
- Jean-Yves Quay
- Jean-Pierre Regad
- Cécile Regnault
- Michel Relave
- François Tran (depuis 1987)
- François Torrecilla
- Bruno Vincent
- Paul Vincent
- Christophe Widerski (2007-2013)
- Laurette Wittner
- Marc Bigarnet
- Sidonie Joly
- Élisabeth Polzella
- Juan Socas
- Estelle Morlé
- Eve Marre
- Yves Moutton
- Jean-Louis Bouchard
- Christian Marcot
- Ozlem Lamontre-Berk

## Associations étudiantes
- Bureau des étudiants - BDE Archi
- Bureau des sports - BDS Lyon Archi
- L'Esquisse - fournitures pour maquettes et dessin à prix réduit
- Junior Conseil Travaux Projets Études - JCTPE
- Commission des Formations et de la Vie étudiante CFVE, depuis la refonte du fonctionnement des instances de ENSA en 2017-2018.
- AAA (Architecture Aide Aventure)
- La Charrette - workshop régional en partenariat avec l'ENSASE, et l'ENSAG
- Le Diaph' - club photo
- Union nationale des étudiants en architecture et paysage - UNEAP
- Le Département des Aberrations - DDA

- 4L Trophy
- Nouveaux Outils d'innoVation pour l'Architecture - NOVA : atelier d'innovation en partenariat avec le FabLab de l'école
- Le Gala - Équipe organisatrice du gala de l'école (indépendante du BDE depuis 2018)
- Archisound - Association d'organisation de soirée musicale instiguée par le BDE, qui organisa un festival éponyme pendant plusieurs années
- Clap - Association de cinéma